# 第45回世界卓球選手権個人戦
第45回世界卓球選手権個人戦（だい45かいせかいたっきゅうせんしゅけんこじんせん）は1999年8月2日から8月9日までオランダのアイントホーフェンで開催された。
当初は1999年4月26日から5月9日までユーゴスラビアのベオグラードで個人戦と団体戦の両方が開催される予定だった。ところが、コソボ・メトヒヤ自治州の紛争が激化した関係で、スウェーデンの卓球協会がボイコットを始めた。これを重くみた国際卓球連盟では、選手の安全を考慮して中止を決定。代替措置として個人戦と団体戦を分けて開催することを決定、団体戦は、2000年2月19日～26日に、マレーシアのクアラルンプールで開催されることになった。
緊急処置として行われた個人戦と団体戦の分離開催だが、この出来事により世界卓球選手権の運営自体が見直されることになった。そもそも個人戦と団体戦を2週間で行うのは選手に大きい負担になる。そこで、すでに開催準備を進めていた第46回世界卓球選手権のみ個人戦と団体戦を同時に行い、これ以降は奇数年は個人戦、偶数年は団体戦が行われるようになった。

## 個人戦
大会では男子シングルス、男子ダブルス、女子シングルス、女子ダブルス、混合ダブルスの5種目が行われたが、5種目全てで中国選手が優勝し、卓球王国･中国の存在感は他を圧倒するものがあった。特に、混合ダブルスはベスト4は中国勢で独占する形となった。また、男子シングルスの決勝は中国式ペンホルダー同士の対決となった。両者とも裏面打法を駆使する選手であり、ペンホルダーの新時代を築くかのような象徴的な試合となった。
各種目の、ベスト4以内に入った選手は以下のとおりであった。
- 男子シングルス
  - 金メダル：劉国梁（中国）
  - 銀メダル：馬琳（中国）
  - ベスト4：ヤン＝オベ・ワルドナー（スウェーデン）
  - ベスト4：ヴェルナー・シュラガー（オーストリア）
- 女子シングルス
  - 金メダル：王楠（中国）
  - 銀メダル：張怡寧（中国）
  - ベスト4：李楠（中国）
  - ベスト4：柳智恵（韓国）
- 男子ダブルス
  - 金メダル：劉国梁・孔令輝組（中国）
  - 銀メダル：王励勤・閻森組（中国）
  - ベスト4：ゾラン・プリモラッツ・ブラディミル・サムソノフ組（クロアチア・ベラルーシ）
  - ベスト4：金擇洙・朴相俊組（韓国）
- 女子ダブルス
  - 金メダル：王楠・李菊組（中国）
  - 銀メダル：楊影・孫晋組（中国）
  - ベスト4：張怡寧・張瑩瑩組（中国）
  - ベスト4：朴海晶・金武校（韓国）
- 混合ダブルス
  - 金メダル：馬琳・張瑩瑩組（中国）
  - 銀メダル：馮哲・孫晋組（中国）
  - ベスト4：王励勤・王楠組（中国）
  - ベスト4：秦志戟・楊影組（中国）

## 日本人選手の成績
総勢13名が参加した。
男子シングルスでは偉関晴光の3回戦が最高、男子ダブルスでは前回大会3位の松下浩二・渋谷浩組の3回戦（ベスト16）が最高だった。この結果の責任を受けてか、大会後に日本卓球協会は男子監督だったソーレン・アレーン（Sören Alen）（元スウェーデン代表監督）の解雇を発表、後任に前原正浩が就任した。
女子シングルスでは小山ちれのベスト16が最高だったが、シングルスにエントリーした選手全員がベスト32に進む健闘ぶりを見せた。特に坂田倫子はタマラ・ボロシュ（後に世界選手権3位になる）を破る金星を挙げた。女子ダブルスでは坂田倫子・内藤和子組と小西杏・藤沼亜衣組がベスト16入りした。
また、混合ダブルスでは、日本でのインターハイ出場を辞退して出場した当時高校生ペアの三田村宗明・藤沼亜衣組が4回戦まで勝ち進んだ。